# Melween N'Dongala
Melween N'Dongala (Argenteuil, 6 settembre 2004) è una calciatrice francese, difensore del Paris FC e della nazionale francese.

## Carriera

### Club
N'Dongala nasce e cresce con la famiglia a Argenteuil, popolosa città del dipartimento della Val-d'Oise, regione dell'Île-de-France, appassionandosi al gioco del calcio fin da giovanissima, durante le vacanze scolastiche, per poi continuare con il fratello negli stadi cittadini del suo quartiere. Dopo aver iniziato la carriera nell'ES Marly-la-Ville, club dell'omonima cittadina vicina alla città natia, giocando nelle sue formazioni giovanili miste, superati i limiti d'età per poter giocare con i maschi, coglie l'opportunità di continuare l’attività agonistica con il Paris FC trasferendosi al club della Capitale all'età di 15 anni.
Pur avendo giocato le prima stagioni con la formazione che disputa il Championnat National Féminin U19, già dalla stagione 2020-2021 viene occasionalmente aggregata alla prima squadra, tuttavia perché il tecnico Sandrine Soubeyrand le conceda una prima opportunità deve attendere la stagione seguente, facendo il suo debutto in Division 1 Féminine, l'allora denominazione del livello di vertice del campionato nazionale di categoria, il 26 febbraio 2022, alla 15ª giornata campionato, rilevando al 73' Clara Matéo nella vittoria esterna per 5-2 sul Guingamp.
Entrata stabilmente in rosa con la prima squadra dalla stagione 2022-2023, pur non marcando alcuna presenza né in campionato né in Coppa di Francia, Soubeyrand la impiega nel corso dell'edizione 2022-2023 di Champions League, facendo il suo debutto nel torneo UEFA in occasione del primo incontro della fase di qualificazione, sostituendo Matéo negli ultimi minuti della vittoria per 3-0 sulle svizzere del Servette Chênois.
Nel luglio 2023 firma il suo primo contratto da professionista, confermando l'impegno con il Paris FC per un'altra stagione, venendo impiegata da quella stagione in poi con sempre maggiore regolarità.
Nella stagione 2024-2025, dopo aver prolungato nel febbraio 2024 il suo contratto con il club parigino fino a giugno 2026, contribuisce alla vittoria della sua prima coppa di Francia, che coincide anche con la prima affermazione del club in assoluto in una competizione.

## Statistiche

### Presenze e reti nei club
Statistiche aggiornate al 7 maggio 2025.
| Stagione        | Squadra         | Campionato      | Campionato | Campionato | Coppe nazionali | Coppe nazionali | Coppe nazionali | Coppe continentali | Coppe continentali | Coppe continentali | Altre coppe | Altre coppe | Altre coppe | Totale | Totale |
| Stagione        | Squadra         | Comp            | Pres       | Reti       | Comp            | Pres            | Reti            | Comp               | Pres               | Reti               | Comp        | Pres        | Reti        | Pres   | Reti   |
| --------------- | --------------- | --------------- | ---------- | ---------- | --------------- | --------------- | --------------- | ------------------ | ------------------ | ------------------ | ----------- | ----------- | ----------- | ------ | ------ |
| 2020-2021       | Paris FC        | D1              | 0          | 0          | CF              | -               | -               | -                  | -                  | -                  | -           | -           | -           | 0      | 0      |
| 2021-2022       | Paris FC        | D1              | 1          | 0          | CF              | -               | -               | -                  | -                  | -                  | -           | -           | -           | 1      | 0      |
| 2022-2023       | Paris FC        | D1              | -          | -          | CF              | -               | -               | UWCL               | 1                  | 0                  | -           | -           | -           | 1      | 0      |
| 2023-2024       | Paris FC        | D1              | 13+1       | 0          | CF              | 3               | 0               | UWCL               | 6                  | 0                  | -           | -           | -           | 23     | 0      |
| 2024-2025       | Paris FC        | PL              | 17+1       | 0          | CF              | 3               | 0               | UWCL               | 3                  | 0                  | -           | -           | -           | 24     | 0      |
| 2025-2026       | Paris FC        | PL              | -          | -          | CF              | -               | -               | UWCL               | -                  | -                  | -           | -           | -           | -      | -      |
| Totale Paris FC | Totale Paris FC | Totale Paris FC | 33         | 0          | -               | 6               | 0               | -                  | 10                 | 0                  | -           | -           | -           | 49     | 0      |
| Totale carriera | Totale carriera | Totale carriera | 33         | 0          | -               | 6               | 0               | -                  | 10                 | 0                  | -           | -           | -           | 49     | 0      |

## Palmarès

### Club
- Coppa di Francia: 1

Paris FC: 2024-2025

### Nazionale
- Sud Ladies Cup: 1

2024